# Leuchtprobe

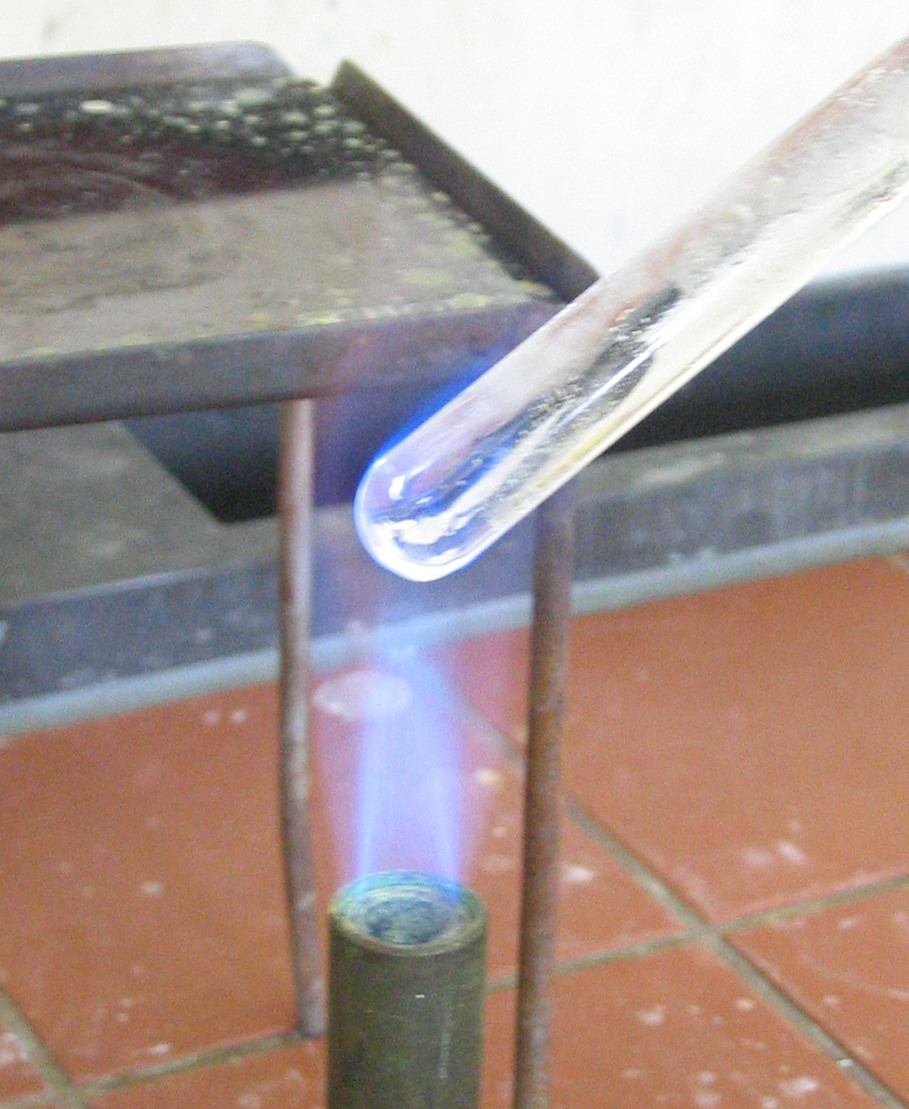
Die Leuchtprobe

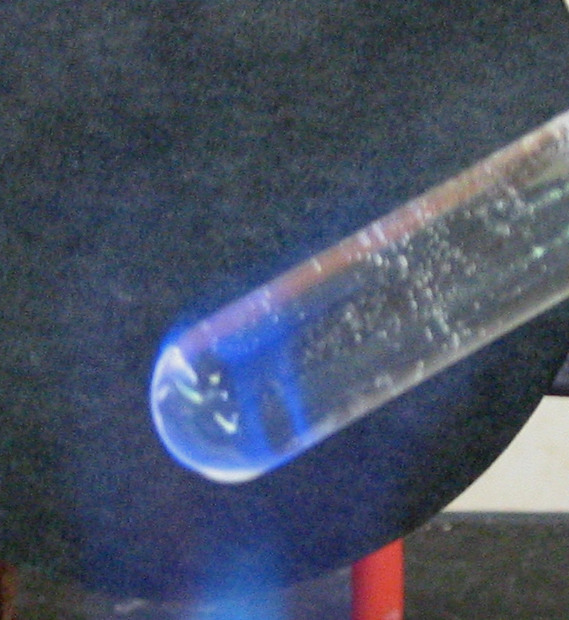
Detailaufnahme des Leuchtens

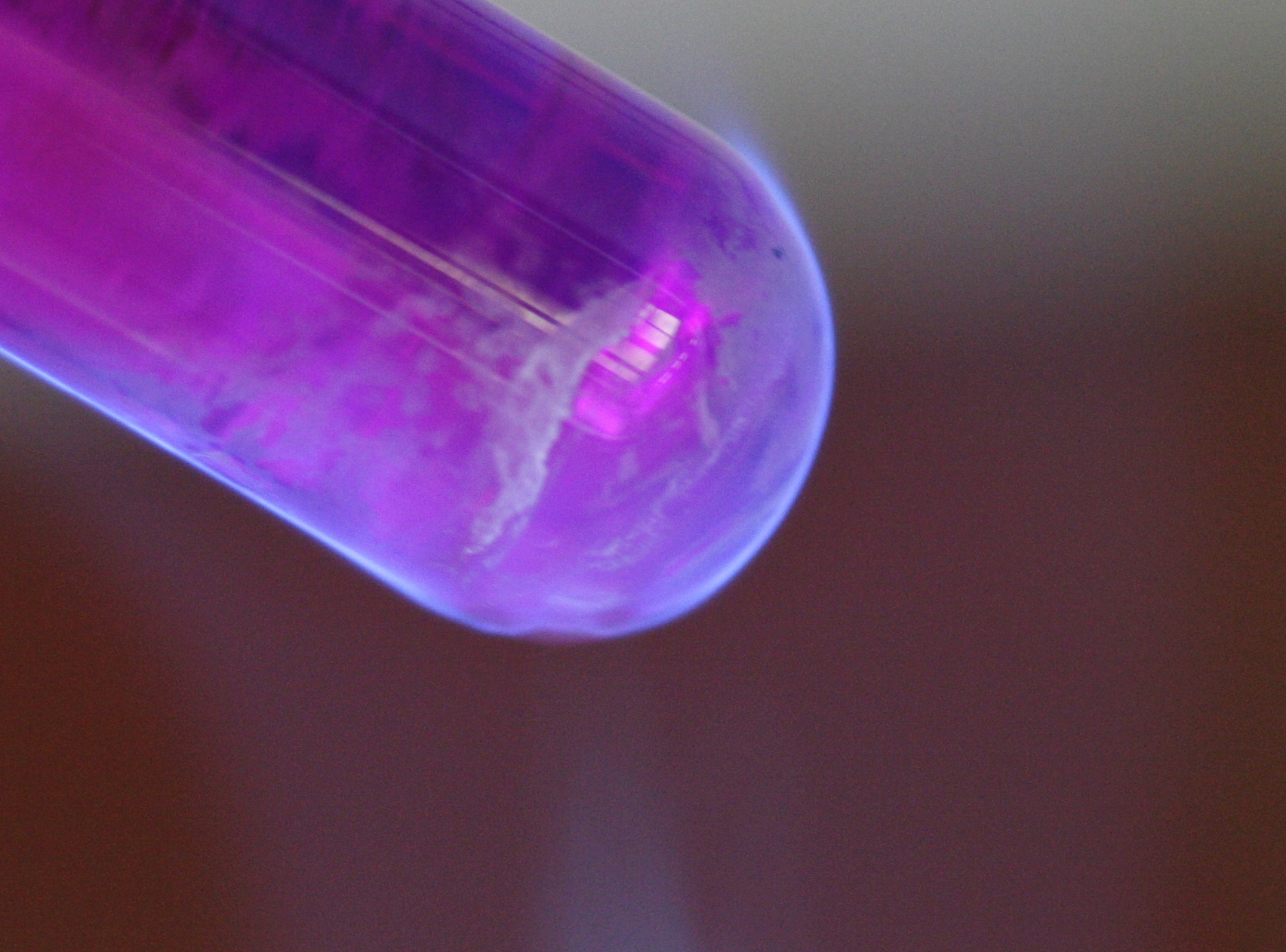
Zinnleuchtprobe

Die Leuchtprobe wird als äußerst empfindliche Nachweisreaktion für Zinn verwendet. Sie dient als Vorprobe oder auch als Nachweis in einem systematischen Trennungsgang. Hierbei entsteht durch Zugabe von Zink und Salzsäure eine Verbindung, die man zunächst abkühlt und welche dann beim Erhitzen durch blaue Lumineszenz Zinn anzeigt.

## Reaktion
Die Leuchtprobe ist eine Redoxreaktion, die in mehreren Stufen verläuft. Für die Entstehung der blauen Fluoreszenz gibt es mehrere Theorien:

### Stannan-Gas
{\displaystyle \mathrm {Zn+2\ HCl\longrightarrow 2\ H_{naszierend}+ZnCl_{2}} }
Zink und Salzsäure reagiert zu naszierendem Wasserstoff und Zinkchlorid.
Der frisch entstehende, noch atomare Wasserstoff ist ein starkes Reduktionsmittel. In der Probe enthaltenes Zinn(IV)- oder Zinn(II)-Salz reagiert mit naszierendem Wasserstoffgas unter Entstehung von Stannan (Zinnhydrid).
{\displaystyle \mathrm {Sn^{2+}+4\ H_{naszierend}+2\ e^{-}\longrightarrow SnH_{4}} }
Zinn(II)-Ionen reagieren mit naszierendem Wasserstoff zu Stannan.

### Zinnchloride
Eine alternative Ansicht beschreibt, dass die Lumineszenz durch Zinnchloride verursacht wird. Hierbei reduziert das Zink eventuell vorhandene schwerlösliche Sn(IV)-Verbindungen in Sn(II)-Verbindungen:
{\displaystyle \mathrm {Zn+Sn^{4+}\longrightarrow Zn^{2+}+Sn^{2+}} }
Anschließend entsteht Zinn(II)-chlorid, welches durch Erhitzen in der Flamme des Bunsenbrenners zu dem blauen Leuchten führt.
{\displaystyle \mathrm {Sn^{2+}+2\ Cl^{-}\longrightarrow SnCl_{2}} }
Das Leuchten beruht hier auf der blauen Fluoreszenz durch Zinn(II)-ionen auf Grund thermischer Anregung durch die Brennerflamme.
Andere Quellen gehen von Zinn in der Oxidationsstufe 4 aus: Zinn(IV)-chlorid (SnCl4).

## Spektroskopie
Spätestens seit den 1930er Jahren wurde die Leuchtreaktion auch spektroskopisch untersucht.
Dabei wurde die Lumineszenz elektronisch angeregter Zustände von Zinnmonoxid (SnO) als Quelle des blauen Leuchtens identifiziert.
Als Zinnquelle wurden dabei sowohl metallisches Zinn, Zinn(II) und Zinn(IV) Salze verwendet, so dass weder die Bildung von Stannan noch von Zinnchloriden eine notwendige Voraussetzung für die Beobachtung der Lumineszenz sind.
In späteren Studien wurde insbesondere die Reaktion von Zinndampf mit Distickstoffmonoxid zu angeregtem Zinnmonoxid untersucht und extrem hohe Quantenausbeuten von über 50 % für dessen Lumineszenz gefunden, so dass diese Reaktion sogar für den Betrieb chemischer Laser in Frage kommt.
Die beobachteten Emissionslinien konnten den elektronischen Übergängen [a 3Σ+–X 1Σ] und [b 3Π–X 1Σ] zugeordnet werden.

## Störungen
Befindet sich in der Probe auch eine größere Menge Arsen kann dieser Nachweis gestört werden, da auch Arsenwasserstoff mit fahlblauer Flamme verbrennen kann. Niob kann durch ähnlich lumineszierende Verbindungen einen falsch positiven Nachweis ergeben.